# Уайт, Элис
Элис Уайт (англ. Alice White, урождённая Алва Уайт (англ. Alva White), 24 августа 1904 — 19 февраля 1983) — американская актриса.

## Биография
Родилась в Нью-Джерси в семье с французскими и итальянскими корнями. Её мать, в прошлом хористка, умерла, когда Элис было три года. Образование она получила в колледже в Виргинии, после чего посещала курсы секретарей в Высшей школе Голливуда. Первое время она работала секретарём у режиссёра Джозефа фон Штернберга, после конфликта с которым перешла на работу к Чарли Чаплину. С его подачи и началась её актёрская карьера. Её кинодебют состоялся в 1927 году в ленте «Морской тигр». В последующие несколько лет актриса снялась в трёх десятках картин, среди которых «Частная жизнь Елены Троянской» (1927), «Непослушный ребёнок» (1928) и «Влюблённые на параде» (1930), прежде чем в 1931 году оставила карьеру для совершенствования своих актёрских способностей.
В 1933 году Уайт вернулась в кино, но её карьера сильно пошатнулась из-за скандала с любовным треугольником, в котором она оказалась замешана вместе с британским актёром Джоном Уорбертоном, который на тот момент был её бойфрендом, и продюсером Сайем Барлеттом, её будущим мужем. Её репутация в Голливуде была сильно испорчена, и все последующие годы актриса довольствовалась второстепенными ролями. На этом фоне в 1936 году у неё случился нервный срыв и два последующие месяца она провела в клинике.
К началу 1940-х Уайт почти не снималась, появившись последний раз на киноэкранах в 1949 году в мелодраме «Путь фламинго» с Джоан Кроуфорд в главной роли. В 1941 году актриса вышла замуж за голливудского сценариста Джека Робертса, брак с которым завершился разводом спустя восемь лет.
После завершения актёрской карьеры Уайт вернулась к работе в качестве секретаря. В 1957 году она получила серьёзную травму головы после падения с лестницы, из-за чего несколько месяцев не могла видеть. Год спустя, оправившись от болезни, она была приглашена на телевидение, где исполнила небольшую роль в «Шоу Энн Сотерн». Последние годы жизни полузабытая актриса провела в Лос-Анджелесе, живя уединённой жизнью и отвечая на письма старых фанатов. Элис Уайт скончалась в феврале 1983 года после перенесённого инсульта в возрасте 78 лет. Её вклад в американскую киноиндустрию был отмечен звездой на Голливудской аллее славы.